# Heiligenbluter Vereinbarung
Die Heiligenbluter Vereinbarung ist eine politische Absprache, die bei einem Treffen am 28. Juni 1974 in Heiligenblut am Großglockner zwischen dem damaligen Finanzminister Hannes Androsch als Vertreter des Bundes sowie Vertretern der Länder und Gemeinden getroffen wurde. Sie dient dazu, die Transparenzbestimmungen dieser Körperschaften für ihre Budgets gemeinsam festzulegen, indem Form und Gliederung der Voranschläge und Rechnungsabschlüsse der Beteiligten einvernehmlich gestaltet werden. Die Vereinbarung ist insofern bemerkenswert, als sich dadurch der österreichische Finanzminister faktisch die Möglichkeit  nahm, eine einheitliche Rechnungslegung durchzusetzen, obwohl er es laut Finanz-Verfassungsgesetz 1948 im Einvernehmen mit dem Rechnungshof könnte. Die Vereinbarung hat jedoch keinerlei rechtliche Verbindlichkeit und ist ein Beispiel für die österreichische Realverfassung.